# 세키구치 지카나가
세키구치 지카나가(일본어: 関口 親永 세키구치 치카나가[*], 1518년 ~ 1562년)는 센고쿠 시대의 무장이다. 스루가 이마가와 씨를 섬기던 가신이었다. "우지오키", "요시히로", "우지히로" 등의 다른 이름들도 가지고 있었으며, "지카나가"라는 이름은 선조 이마가와 우지치카의 이름에서 딴 피휘이다. 스루가 성 모치부네 성을 다스리고 있었다. 이마가와 요시모토와는 매부 관계이며, 도쿠가와 이에야스의 아내가 되는 쓰키야마도노의 아버지이다.
1560년, 요시모토가 오다 노부나가와 벌인 오케하자마 전투에서 전사한 후, 쇠퇴해가던 이마가와 씨를 계속 섬겼다. 하지만 사위 이에야스가 독립한 이후, 요시모토로부터 가독을 물려받은 이마가와 우지자네로부터 모반을 꾸몄다는 의심을 받아 1562년 할복형에 처해져 죽었다.